# Garth Ennis
Garth Ennis (16 de enero de 1970, Holywood, Irlanda del Norte, Reino Unido) es un guionista de historietas británico que trabaja fundamentalmente para el mercado estadounidense, cuyas obras más famosas son las series  Predicador (junto con el dibujante Steve Dillon y que revolucionó la histórica línea Vértigo de DC Comics a finales del siglo XX),The Boys (junto al dibujante  Darick Robertson) y Crossed (dibujada por Jacen Burrows).
Su trabajo se caracteriza por la extrema violencia, el humor negro, el abuso de las palabras malsonantes y por ahondar en temas como la amistad entre hombres, las grandes religiones y las alusiones a los superhéroes. Entre sus principales colaboradores se encuentran Steve Dillon, Glenn Fabry, Carlos Ezquerra y John McCrea.

## Biografía
Empezó su periplo como guionista de cómic el año 1989 con la serie Troubled Souls dentro de la antología Crisis. Esta serie contaba la historia de un joven y apolítico protestante que se ve envuelto por avatares del destino en los conflictos de Irlanda. Más tarde, hubo una secuela de dicho cómic titulada For a Few Troubles More, con personajes de la primera serie (Dougie y Ivor).
Ennis siguió trabajando para Crisis creando una nueva serie llamada True Faith, una sátira religiosa inspirada en su juventud en la escuela. Esta serie sería ilustrada por Warren Pleece. Al igual que las dos series de Troubled Souls, True Faith sería editada en formato de novela gráfica el año 1990, pero las protestas de diversos colectivos religiosos obligaron a retirarla del mercado. True Faith volvería a ser publicada por Vertigo el año 1997.
Después de ese trabajo, Ennis empezó a escribir el guion para una nueva serie en Crisis llamada 2000AD. Con ese trabajo, hizo renacer de los antiguos cómics del dibujante John Wagner a la mítica figura del Judge Dredd. Las mejores historias sobre el Judge Dredd creadas por Ennis incluyen Muzak Killer, Emerald Isle (que hace alusión a su tierra, Irlanda), y la épica serie El Día del Juicio. También contribuyó en la serie surrealista Time Flies (con el artista Philip Bond), mezclando viajes en el tiempo y nazis.
Su primer trabajo en un cómic americano llegó el 1991 con la historia, bajo DC Comics, de Hellblazer, que escribió hasta 1994. Durante la segunda mitad de su carrera, Steve Dillon se convirtió en su ilustrador habitual. La estrecha colaboración entre guionista y dibujante les llevó a crear la más popular de sus obras, Predicador. 
Durante 1993 y 1995 Ennis y John McCrea trabajaron en otro título para DC comics, The Demon, en el cual aparecería Tommy Monaghan, popularmente conocido como Hitman. Las propias historias de Hitman influyeron sobre la colaboración entre Ennis y McCrea, haciendo que siguieran trabajando juntos tras terminar The Demon. Mientras trabajaban en el final de la primera parte de Hellblazer, Ennis y Dillon colaboraron en una pequeña historia titulada Heartland, cuyo argumento gira en torno a uno de los personajes secundarios de la primera parte de Hellblazer. 
Durante la segunda mitad de su carrera, Steve Dillon se convirtió en su ilustrador habitual. La estrecha colaboración entre guionista y dibujante les llevó a crear la más popular de sus obras, Predicador, en 1995, que llegaría a contar con un total de 75 números (los 66 mensuales de la colección regular, 5 one-shots y 4 números de una serie limitada dedicada al Santo de los Asesinos).
Tras el final de Predicador, en 2001 se uniría a varios reputados artistas, como David Lloyd, Dave Gibbons, Carlos Ezquerra y Chris Weston entre otros, para crear War Stories, 8 historias ambientadas en la Segunda Guerra Mundial, en su amplia mayoría protagonizadas por los europeos.

## Historietas publicadas enEspaña

### Marvel Comics
- Thor: Vikingos (Thor, Vikings 1 a 5 USA). Unos guerreros vikingos zombis malditos llegan al Nueva York del siglo XXI y se zambullen en una orgía de saqueo y asesinatos, Thor, el Dios del Trueno se pone en su camino y para sorpresa de todos lo derrotan, y solo el Doctor Extraño aparece para ayudarle ¿quién salvará Nueva York?.   Publicado en un tomo por Panini (2003 - 2004).
- Ghost Rider: Reguero de Lágrimas. (Ghost Rider: Trail of tears 1 6 USA). Al terminar la guerra civil de los Estados Unidos un hombre llamado Travis Parham intenta olvidar el mal, pero el mal no le ha olvidado a él. Así terminará surgiendo El Motorista Fantasma que existió en la época del salvaje Oeste. Precuela de Autopista al Infierno aunque fue escrita posteriormente. Dibujos de Clayton Crain. Publicado en España en un tomo 100% Marvel por Panini. (2007)
- Ghost Rider: Autopista al Infierno. (Marvel Knights Ghost Rider 1 - 6 USA). El Motorista Fantasma Johnny Blaze debe escapar del infierno y se verá involucrado en una lucha entre Ángeles y Demonios. ¿Y un Ángel atormentado podría liberarle de su maldición? ¿O no es una maldición?. Dibujos de Clayton Crain. Publicado en España en un tomo Marvel Deluxe por Panini. (2005 - 2006).
- Punisher: queridos vecinos. Con dibujo de Steve Dillon. Planeta-De Agostini, 2004.
- Punisher: hermandad. Con dibujo de Steve Dillon. Planeta-De Agostini, 2001.
- Punisher, el fin. Con dibujo de Richard Corben. Planeta-De Agostini, 2004.

### Para DC Comics y Vertigo
- El as enemigo: guerra en el cielo. Con dibujo de Chris Weston, Christian Alamy, Russ Heath. Norma Editorial, 2003.
- Las aventuras de la brigada de fusileros: operación cojón. Con dibujo de Carlos Ezquerra. Norma, 2002.
- Bloody Mary. Con dibujo de Carlos Ezquerra. Norma Editorial, 2004.
- Condors. Con dibujo de Carlos Ezquerra. Norma Editorial, 2004.
- Dicks. Con dibujo de John McCrea. Recerca, 2004.
- Diosa. Con dibujo de Phil Winslade. Norma, 2003
- Especial Predicador, la historia de ya-sabes-quién. Con dibujo de Richard Case. Norma Editorial, 1998.
- Grita la sangre, grita Erin. Con dibujo de Steve Dillon. Norma Editorial, 1998.
- Hellblazer: miedo y odio. Con dibujo de Steve Dillon. Norma, 1997.
- Hellblazer: hábitos peligrosos. Con dibujo de Will Simpson. Zinco, D.L. 1994.
- Hellblazer, llamas de condena. Con dibujo de Steve Dillon, William Simpson. Norma, 1998.
- Hellblazer, un cínico a las puertas del infierno. Con dibujo de Steve Dillon y Peter Snejbjerg, conlor de Tom Ziuko. Norma, 1999.
- Hitman: uno de los nuestros. Con dibujo de John McCrea. Norma, 2002.
- Hitman: furia en Arkham. Con dibujo de John McCrea. Norma, 2001.
- El jardín del Edén. Con dibujo de Carlos Ezquerra. Dolmen, 2004.
- John Constantine, Hellblazer: en el arroyo, perversión, amor sucio. Con dibujo de Steve Dillon. Norma, 1998
- Max: furia. Con dibujo de Darrick Robertson. Planeta-De Agostini, 2002.
- Nightingale. Con dibujo de David Lloyd. Norma, 2003.
- Predicador
  - Predicador: orgullosos americanos. Con dibujo de Steve Dillon. Norma, 2005.
  - Predicador: historia antigua. Con dibujo de Steve Pugh, Carlos Ezquerra, Richard Case. Planeta-De Agostini, 2005.
  - Predicador: salvación. Con dibujo de Steve Dillon. Norma, 2000.
  - Predicador: álamo. Con dibujo de Steve Dillon. Norma, 2000.
  - Predicador: rumbo a Texas. Con dibujo de Steve Dillon. Norma, 2000.
  - Predicador: camino al sur. Con dibujo de Steve Dillon. Norma, 1998.
  - Predicador: cruzados. Con dibujo de Steve Dillon. Norma, 1998.
  - Predicador. Con dibujo de Steve Dillon. Norma, 1997.
  - Predicador: cazadores. Con dibujo de Steve Dillon. Norma, 1997.
  - Predicador. Con dibujo de Steve Dillon. Zinco, D.L. 1996.
  - Predicador, ciudad desnuda. Con dibujo de Steve Dillon. Zinco, 1996.
  - Predicador, guerra al sol. Con dibujo de Steve Dillon. Norma, 1999.
  - Predicador, hasta el fin del mundo. Con dibujo de Steve Dillon. Norma, 2002.
  - Predicador, y llegó el infierno. Con dibujo de Steve Dillon. Norma, 2000.
- The Pro = La profesional. Con dibujo de Conner. Alecta - Recerca, 2003.
- El santo de los asesinos. Con dibujo de Steve Pugh. Norma, 1997.
- El soldado desconocido. Con dibujo de Kilian Plunkett. Norma, 1998.
- Sólo un peregrino. Con dibujo de Carlos Ezquerra. Dolmen, 2001.
- Witchblade. Con dibujo de Brandon Peterson. Planeta-De Agostini, 1997.
- 303. Con dibujo de Jacen Burrows. Glénat, 2008.
- Wormwood. Con dibujo de Jacen Burrows. Glénat, 2008.
- The Boys. Con dibujo de Darick Robertson. Norma.
- As Enemigo: Guerra en el cielo. Con dibujo de Chris Weston. Planeta-DeAgostini, 2009.
- Crossed. Con dibujo de Jacen Burrows. Glenat, 2010.

### Aftershock
- Jimmy’s Bastards. Dibujado por Russ Braun, junio de 2017.
- A walk through Hell Dibujado por Goran Sudzuka, 2020-2021.

## Premios
1. 1993: Nominado al Premio Eisner al mejor guionista por Hellblazer.
2. 1994: Nominado al Premio Eisner al mejor guionista por Hellblazer.
3. 1996: Nominado al Premio Eisner al mejor guionista por Predicador y Goddess.
4. 1997: Nominado al Premio Comic Buyer's Guide al guionista preferido.
5. 1998: Nominado al Premio Haxtur al "Mejor Guion" por "Predicador: Cruzados"Salón Internacional del Cómic del Principado de Asturias-Gijón
6. 1997: Premio Haxtur al "Mejor Guion" por "Predicador # 1y 2" Salón Internacional del Cómic del Principado de Asturias-Gijón
7. 1997: Premio Haxtur a la "Mejor Historia Larga" por "Predicador # 1y 2" con Steve Dillon Salón Internacional del Cómic del Principado de Asturias-Gijón
8. 1998: Ganó el Premio Eisner al mejor guionista por Hitman, Predicador, Unknown Soldier y Blood Mary: Lady Liberty, y fue nominado al Premio Comic Buyer's Guide al guionista preferido.
9. 1999: Ganó el Premio Eagle al mejor color en cómic por Predicador, fue nominado al Premio Eagle como guionista preferido, nominado el mismo premio por el personaje de Jesse Custer (protagonista de la serie Predicador), nominado al Premio Comic Buyer's Guide como guionista preferido.
10. 1998: Nominado al Premio Haxtur a la "Mejor Historia Larga" por "Predicador: Cruzados" Salón Internacional del Comic del Princpapdo de Asturias-Gijón
11. 1999: Nominado al Premio Haxtur al "Mejor Guion" por "Predicador: Cruzados" Salón Internacional del Cómic del Principado de Asturias-Gijón
12. 1999: Nominado al Premio Haxtur a la "Mejor Historia Larga", Steve Dillon por "Predicador: Cruzados" Salón Internacional del Cómic del Principado de Asturias-Gijón
13. 1999: Nominado al Premio Haxtur a la "Mejor Historia Corta" por "Predicador: Cruzados" con Steve Dillon Salón Internacional del Comic del Princiapdo de Asturias-Gijón
14. 2000: Nominado al Premio Haxtur "Mejor Historia Corta" por "Heartland-Tierra del corazón" Salón Internacional del Cómic del Principado de Asturias-Gijón
15. 2000: Nominado al Premio Haxtur al "Mejor Guion" por "Salvación /Predicador" Salón Internacional del Comic del Principado de Asturias-Gijón
16. 2000: Nominado al Premio Haxtur a la "Mejor Historia Larga" por "Salvación /Predicador" Salón Internacional del Cómic del Principado de Asturias-Gijón
17. 2000: al Premio Comic Buyer's Guide al guionista preferido.
18. 2001: Nominado al Premio Eisner al mejor guionista por Predicador.